# 1847 Штоббе
1847 Штоббе (1847 Stobbe) — астероїд головного поясу, відкритий 1 лютого 1916 року.
Тіссеранів параметр щодо Юпітера — 3,382.